# Leskovica (gmina Babušnica)
Leskovica (cyr. Лесковица) – wieś w Serbii, w okręgu pirockim, w gminie Babušnica. W 2011 roku liczyła 7 mieszkańców.